# 침실세
침실세는 영국에서 부과하는 세금이다.2012년 영국복지개혁법에 포함된 개혁으로부터 기인하는데 그 개혁에서 “잉여”로 생각되는 방들이 있는 공공주택(공영 혹은 사회적 주택으로도 불리는)에 살고 있는 세입자들은 주거급여의 감소에 직면하며 그들의 소득으로부터 이 감소를 벌충하도록 혹은 그들의 집주인(지역 유지나 주거협회)에 의한 임차료 연체와 퇴거의 가능성에 직면하도록 그들이 강제되는 결과를 가지며 말이다. 기준미달 사용 벌금은 침실세로 더 흔하게 일컬어지는데; 그것들이 모여서 세금으로 된다고 주장하는, 변화에 대한 비판자들이 특히 그러며 크기를 줄이는 영향을 받는 세입자를 위한 사회적 주거(혹은 일부 지역에서, 어떠한 임대되는 숙박시설에 대해서도)의 결여 (그리고 하숙인들을 받아들이는 위험을 감수하기를 거부하는 것) 때문에 말이다.
2016년에 그 제재가 연금수령자들에게까지 확장될 것이라고 발표되었다. 에이지 유케이의 캐롤라인 아브라함즈는 말했는데: "더 나이많은 세입자들에게 상한선을 두는 것은 그들에게 걱정과 압박을 유발하기만 할 것이 아니라, 그들에게 가용한 감당할 수 있는 주거 선택들의 결여를 가정한다면 그것은 또한 소용없다"라고 말이다.
변화들에의 지지자들은 개혁 이전의 체계를 "잉여 공간 보조금 사업"으로 불러왔는데 그것에서 사회적 주거 세입자들이 필요로 하는 것보다 더 큰 집에서 살고 있는 그들을 납세자들이 지원했다고 추정된다. 기준미달 사용 제재의 명목상의 의도는 이 비용을 줄이는 것 그리고 주거 부족과 과밀을 완화하는 것이다. 논란을 불러일으키지 않고, 지역주거급여로서, 개인 영역 주거에서 10여년 전에 노동당에 의해 비슷한 정책이 시행되었고, 수당 청구자들에 대한 처리의 동일화를 이 정책은 본질적으로 나타내는데, 그들이 개인 주택에 살든 사회적 주거에 살든 상관없이 말이다. 2010에서 2015 연립정부의 광범위한 복지 개혁 과제 중 한 부분을 이 개혁들이 차지하는데 그 과제는 통합 급여의 도입을, 전체 복지 지출의 규모의 상한선(복지 상한선을 보라)의 도입을, 의회세의 개혁을 그리고 장애인 급여(개인 독립 수당을 보라)의 개혁을 포함했다.

## 정책
노동 연령의 모든 사람들에게, 2013년 4월 1일부터, 미달 사용 규칙이 적용된다. 계산된 할당분보다 하나의 침실을 가지는 것은 주거급여에서 14퍼센트의 감소를 의미하고, 두개의 "남는" 침실은 세입자가 그들의 주거급여 중 25퍼센트를 잃을 것이라는 것을 의미한다. 허용된 침실을 계산하는 규칙은 개인 영역 임대에서의 급여 청구자에 대해, 2008년 노동당 정부에 의해 도입된 지역주거급여에 대한 것과 같은데, 장애인이나 군인과 관련한 규칙을 제외하고 말이다.
하나의 침실은 다음의 각각에 대해 허용된다:
- 성인 연인
- 16세 이상의 각각 다른 사람
- 16세 이하의 같은 성별의 두 아이
- 성별에 상관없이 10세 이하인 두 아이
- 어떠한 다른 아이라도 (본가가 다른 곳인 위탁 가정 양육 아동을 제외하고)
- 밤샘 돌봄을 필요로 하는 재가 중인 사람을 위한 비거주 돌봄노동자 (혹은 돌봄노동자들)
- 침실을 공유할 수 없는 장애아동에 의해 방이 필요한 곳

### 면제
많은 주거의 유형들이 변화로부터 자유롭다. 단기 숙박시설에 살고 있는 사람들을, 공동소유 숙박시설을 그리고 수상가옥과 이동주택 같은 비표준 숙박시설을 이것들은 포함한다.

다음과 같이 정의되는, 그 이상의 면제 숙박시설의 범주가 있는데 "주거 기관에, 등록된 자선 혹은 봉사 기관에 의해 공급되는 숙박인데 거기서 그 행정부가, 혹은 그것의 대신에 역할을 하는 사람이, 또한 보살핌이나 지원"(지원주택)으로, "혹은 감독"(보호주택)으로 청구자에게 제공한다. 심한 장애 세입자의 지원사를 위한 침실을 제공하는데 실패하는 것은 그 지원사의 주거권의 침해라고 영국 대법원은 판결했다. 장애인 지원사의 의료장비를 위한 공간이 그 임대주택 안에 요구된다.
"잉여"침실이 사망 이후에 만들어진다면 그때 공영 주택 세입자의 주거급여는 사망 후 일년까지 감소되지 않을 것이다.

## 해석
공식적인 정책에 대한 해석은 공영 주택의 세입자들의 필요를 위해서는 너무 큰 주택의 그들에게 더 작은 집들로 옮기도록 제안해서 기존의 주택 물량이 더 잘 쓰일 수 있도록 하는 것이다. 노동연금부에 의해 도입된 두번째 해석은 전체 주거급여 지출을 줄이는 것이다.

2012년에, 귀족원에서 연설하면서, 프로이드 경은 진술했다:
나는 고귀한 귀족 의원들에게 핵심 쟁점을 상기시킨다. 납세자들이 다음의 비용을 충당하도록 기대되어야한다고 우리는 생각하지 않는데 약 백만개의 잉여 침실에 육박하는 비용, 매년 약 5억 파운드의 비용이다. 다음과 같은 사람들에 대해 이것은 명확하게 불공평하거나, 확실히 다른데 그들의 주거 필요에 기반된 급여를 받는 개인 임차 영역에 있는 사람들이다.[9]

## 여론
2013년 11월에, 입소스 모리에 의해 수행된 여론조사는 다음과 같이 나타났는데 미달 사용 사회적 주거 세입자에 대한 주거급여의 감소에 더 많은 대중이 반대보다 지지한다는 것이다. 그 정책은 소유자 점유자 사이에서 가장 인기있었고 사회적 임차인 사이에서 가장 인기없었다. 2014년 7월에, 49퍼센트의 사람들이 "침실세"에 반대하고 41퍼센트가 그것을 지지한다고 유고브 여론조사는 나타냈다.

## 정당의 입장들

### 보수당 의원들
"잉여 공간 보조금"의 제거로 미달 사용 제재를 보수당은 언급하는 경향이 있어왔다(임차인에 의해 이루어진 지불 대신에, 임차에 대해 지불된 총 주거급여를 암묵적으로 고려하면서). 텔레그래프에 글을 쓰면서 이언 던컨 스미스 보수 장관은 주장했다:
우리는 불공평한 상황을 끝낼 필요가 있는데 그 상황에서 납세자가 사람들에게 집을 가지게끔 보조금을 지급하고 있고, 그 집은 그들이 필요로 하지 않는 남는 방들을 가지는, 정부에 의해 비용처리되는 것이다. 이것은 결과적으로 남는 방 보조금이다. 영국은 그것을 감당할 수 없고 납세자도 그럴 수 없다.[12]

### 자유민주당 의원들
연립 정부의 구성원으로서, 지도부는 2012년 복지개혁법을 지지했다. 하지만, 당의 57명의 의원들 중에, 38명이 찬성했고, 18명이 기권했고 한 사람, 맨체스터 위딩턴 지역구의 존 리치 의원이, 발의안에 반대하는 목소리를 내는 첫 의원이었는데, 반대표를 던졌다. 그들의 2013년 봄 모임에서, "절약된 돈, 발생된 비용 그리고 힘없는 임차인에의 영향"에 눈돌리는 정책을 당원들이 투표해서 검토하기로 했다. 2014년 3월에 주거의 적절하고 합리적 제공을 거부하는 사람들을 제외한 모두를 위한 "침실세"를 폐지하는 것을 자유민주당이 계획한다고 '인사이드 하우징'은 보고했다. 2012년 복지개혁법에의 비슷한 수정에 반대하여 당이 표결했던 때의 입장에서의 변화를 이것은 나타낸다. 자유민주당 의원 팀 패런(당시의 당 대표)은 또한 왜곡하는 효과를 비판했는데 그 효과는 미달 사용 변화가 시장에 가지는 것이다. 정책에서의 그들의 변화 이후에, 2014년 9월 5일에 노동당과 자유민주당은 표결했는데, 벌금이 징발되는 경우의 횟수를 제한하는 자유민주당 앤드루 조지 의원의 의원입법에 대해 말이다.
그들의 2017년 총선 공약에서, 자유민주당 의원들은 침실세를 폐지하는 그들의 의지를 발표했다.

### 스코틀랜드 국민당
그들의 2015년 총선 공약에서 스코틀랜드 국민당은 말했다: "불평등한 침실세의 즉각적 폐지를 위해 우리는 표결하겠습니다."

### 노동당
노동당은 그들이 2015년에 선출된다면 그 법을 폐기할 것을 약속했다.

### 다른 정당들
미달 사용 제재는 다음에 의해 반대되는데 노동조합원과 사회주의자 연합, 영국 독립당, 브리튼 국민당, 잉글랜드 웨일즈 녹색당, 플라이드 컴리, 민주연합당 사회민주노동당, 북아일랜드 동맹당, 얼스터 연합당 그리고 신 페인이다.

## 반향

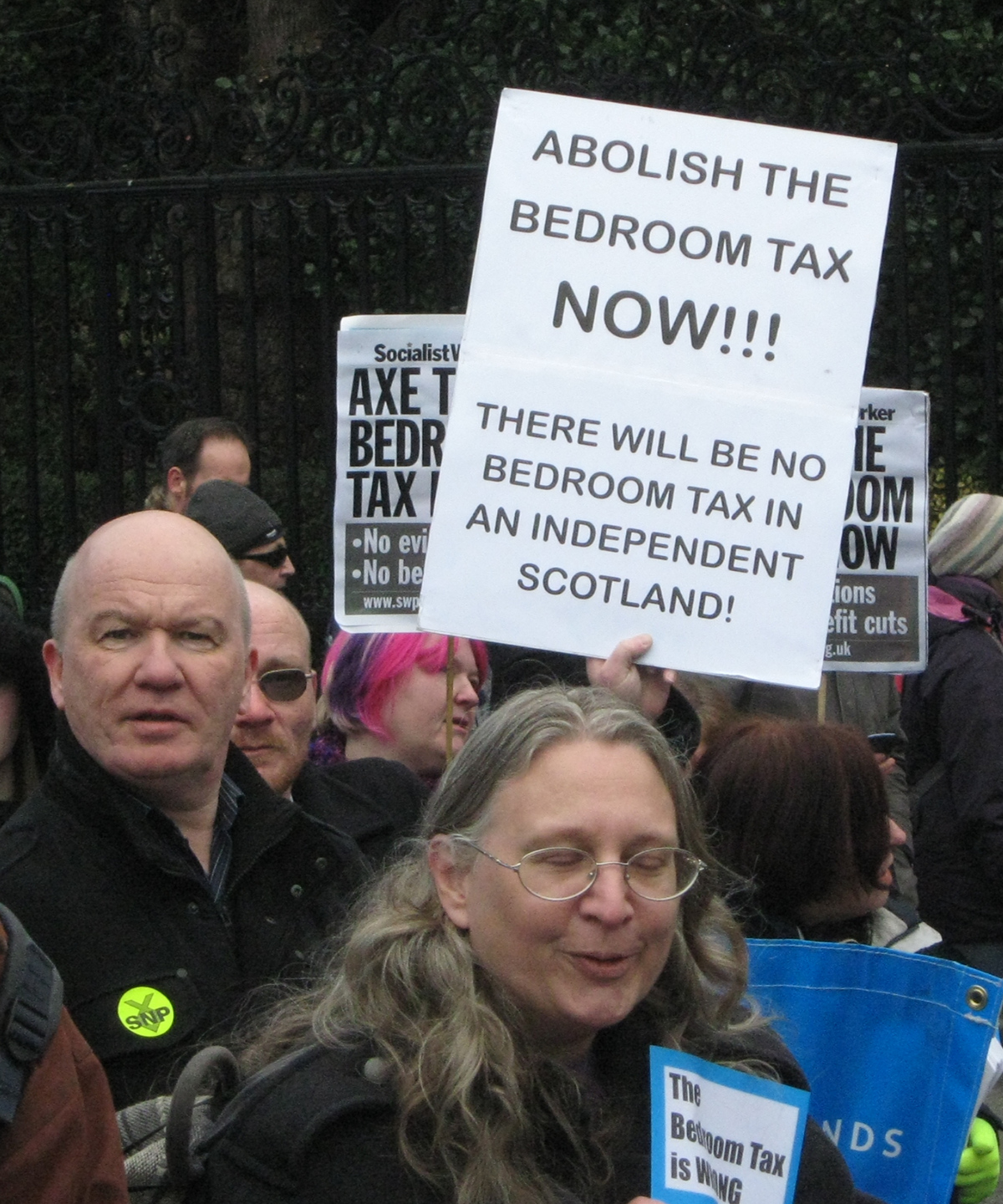
스코틀랜드 국회 바깥에 있는, 미달 사용 제재에 반대하는 활동가들. 사회적 주거 사용 규칙에의 변화를 설명하기 위해 비판자들에 의해 “침실세”라는 말이 사용된다.

2013년 8월에, 인디펜던트 지가 다음을 보여주(는 것이라고 그것이 주장하)는 수치를  보도했는데 그것은 변화에 의해 영향을 받을 96퍼센트의 사람들이 가용한 사회적 주거의 결여 때문에 다른 어떤 곳으로도 이사할 수 없을 것이라는 것이었다. 비록 사회적 임차주택을 재임대하는 것은 불법이지만, 추가 비용지출을 벌충하기 위해서, 이 상황에서 사회적 임차인들이 하숙인들을 받아들이는 것은 합법이다. 이것은 정부에 의해 권장되는데; 잠재적으로, 이것은 순수익을 임차인에게 제공하고 대안적 주거를 구하는 사람들의 총인원수를 줄인다.
미달 사용 제재는 그것이 절약하는 것보다 더 많이 잠재적으로 비용발생시키는 것 때문에 비난받아왔는데 임대료가 비싼, 개인 임대 시장 안으로 개인들을 몰아서, 결과적으로 납세자에게 비용을 증가시킴으로써 말이다. 1억4천3백만 파운드만큼 주거 급여 지출이 늘 수 있다고 전국주거협회는 예상했는데 만약에 해당되는 임차인들이 더 작은 개인 임대 주거로 이사함에 의해서 사용면적을 줄이면 말이다. 하지만 , 사회적 주거의 공간을 활용하는 것은 또한 고비용의 일시적 주택에 사람들을 입주시키는 비용을 줄일 것이라고 정부는 주장하는데; 왜냐하면 그런 사람들이 그 제재에 의해 영향을 받는 사람들에 비해 과밀한 주거공간에 그들이 있을 가능성이 더 많기 때문에, 합산된 영향은 순비용을 줄여야 하고, 전체적 과밀을 줄여야하기 때문이라고 말이다.

### 사망의 영향
마이클 로젠은 가디언 지에 글을 쓰면서 정부 제안 아래에서, 사회적 주거에 사는 부모들이 그가 침실세라고 부르는 것 때문에 얼마나 영향을 받을 수 있는지에 대해 비판해왔는데 아이의 사망에, 의도치 않게 “잉여” 공간을 만드는 무언가에 뒤따르는 오직 삼 개월 이후에 말이다. 2015년 3월에, 데일리 미러는 한 여성이 침실세 때문에 영향을 받았다고 보도했는데 폭행에 의한 뇌출혈로의 그녀의 아들의 사망 이후에 말이다.

### 장애인에의 영향
장애인 가족에 편파적인 영향을 가지는 것 때문에 주거 급여의 변화는 비난받아왔다. 미달 사용 제재에 의해 영향을 받은 사람들의 삼 분의 이가 장애인이다. 역사적으로, 장애인에 대한 대부분의 보살핌과 지원은 중앙 정부보다는 지역 의회에, 그리고 그들의 하위체에 의해 제공되었는데; 결과적으로 여분의 침실 공간을 포함한, 보살핌 욕구로 발생하는 비용이 지역 의회 예산에 의해 충당되어야한다는 정부의 기대가 있다. 하지만, 지난 20세기에 걸쳐, 주거 비용을 충당하는 급여를 주는 비용을 중앙정부가 떠맡았고; 그러므로, 정부는 의회들에 새로운 매년의 예산을 주어서, 그들이 이 상황에서 장애인들에 대한 동등한 주거급여를 지급할 수 있도록 했다. 정부는 최근에 이 예산을 의회들에게 주는 총예산으로 병합시켰다.

## 법적 도전들
2012년 7월에, 고등법원은 판결을 기각했는데 그 판결은 그 정책이 장애인에의 영향 때문에 유럽인권협약의 14조 위반이라는 것이었다.
2015년 1월에, 다음의 것이 결정되었는데 그것은 “침실세”가 불법인지에 대해 2016년 3월에 영국 대법원은 다음과 같이 판결했고 그것은 성인 장애인에 대해 불공평하게 그것이 차별한다는 취지로 판결한다는 것이었다.
2015년 5월에, 한 아버지가 행정심판소에 그 제재에 대해 진정했다. 아버지는 그의 배우자와 헤어졌지만 다음과 같이 주장할 수 있었는데 그의 “빈” 방은 일주일에 세번의 밤을 그와 함께 지내는 그의 아들에 의해 사용된다고 말이다. 하지만, 정부가 그 판결에 항소할 것이라고 기대되었다.
2016년 2월에, 스테버니지 자치구 의회와 관련한 상급 행정심판소에 의한 결정은 그 제재의 목적을 위한 공간을 무엇이 구성하는가라는 질문을 생각했다. 로이드 데이비즈 판사는 다음과 같이 결정했는데 방은 “일인용 성인 침대를, 침대 옆 탁자를 그리고 옷을 보관할 어떤 공간을 포함할 수 있어야할 뿐만 아니라, 옷을 입고 벗을 공간을 제공할 수 있어야한다고 말이다. 직사각형 방을 위한 65.81 제곱 피트의 최소한의 크기를 이것은 의미한다.
2019년 11월 13일에, 가디언 지에 따르면, 대법원은 다음과 같이 판결했는데 “알알[원문 그대로임]로만 언급되는, 한 남성에게 14퍼센트 주거급여 감소를 적용하는 것은 인권법 아래에서 그의 주택에의 권리에 대한 위반이다. 알알의 동거인은 심각하게 장애를 가지고 있어서 그 연인들이 그녀의 의료 장비를 위한 여분의 침실을 필요로 하는 것은 ‘납득된다’고, 대법원 여성 판사 헤일은 말했다”라고 말이다.
2019년에, 유럽인권법원은 침실세를 차별적이라고 그리고 유럽인권협약의 제1의정서 1조와 같은 맥락인 14조에 불합치한다고 판결했다.

### 판례
- 롤 대 웨스트민스터 시의회
- 노동연금부 장관 대 데이빗 넬슨 그리고 파이프 의회
- 루더포드 대 노동연금부 장관
- 볼턴 도시 자치구 의회 대 비에프[소송인 이름] (주거급여)
- 알알[소송인 이름] 대 노동연금부 장관 (2019년)

## 여파
2015년에, 침실세가 주택의 질을 떨어뜨렸다고 그리고 영국 북부에 “유령도시”를 만들었다고 채널4가 보도했다. 2018년 연구가 다음을 밝혀냈는데 그것은 침실세가 “주거지 이동을 촉발하는데 성공하지 못 했”지만, “그것은 크기를 줄여서 이사하는 사람들에게 혜택을 주었으며 – 정책 목표들 중의 하나, 이른바 미달 사용을 줄이는 것의 관점에서 일정한 성공을 암시하면서 말이다. 그 정책은 사람들에게 혜택을 주어서 더 많이 일하도록 하지 못 했고 가정들의 음식 소비나 절약 행동에의 통계적으로 유의미한 영향을 찾지 못 했다.”라는 것이었다.
요크 대학의 주거 정책 센터는 다음과 같이 결론내렸는데 그것은 미달 사용 정책이 비용을 절약했지만, 노동연금부에 의해 예상된 잠재적 절감액은 과평가되었다는 것이다. 선별적 주거급여의 사용은 그 제재로 예상되는 절감액을 부분적으로 감소시켰다.
2014년 7월에, 다음과 같이 말하는 보고서가 노동연금부에 의해 발표되었는데 그것은 그 변화에 의해 영향을 받는 20명의 청구자들 중에 단 한명만이 그들의 주택의 크기를 줄였다는 것이었다. 4개월 전에 발표된 연구는 비슷한 결과를 가지고 있었다.
그 보고서는 또한 다음을 밝혔는데 그것은 주택의 크기를 줄이려는 상당한 요구가 있었지만 적당한 크기의 주거의 충분한 공급이 가까이에는 없었다는 것이었다.
이 보고서에 따르면, 자유민주당 의원들은 그 정책에 대한 그들의 지지에의 변화를 내비쳤는데닉 클레그와 대니 알렉산더 둘다 그것이 수행되는 방식에 대한 변화를 그들이 보고 싶다고 말하면서 말이다.
1. ↑  “Bedroom Tax”. National Housing Federation. 2014년 7월 17일에 원본 문서에서 보존된 문서. 2014년 7월 17일에 확인함.
2. ↑  
“Local authorities and advisers: removal of the spare room subsidy”. 《gov.uk》.
3. 1 2  “Under Occupancy (bedroom tax) Charges”. Trafford.gov.uk. 2013년 4월 1일. 2014년 4월 14일에 확인함.
4. ↑  “Housing Benefit size restrictions in social housing: special circumstances”. 《citizensadvice.org.uk》. 2015년 5월 27일에 원본 문서에서 보존된 문서. 2015년 5월 27일에 확인함.
5. 1 2  “Poll | More support than opposition for 'bedroom tax', but policy divides opinion”. Ipsos MORI. 2014년 4월 14일에 확인함.
6. ↑  “The Public Whip — Welfare Reform Bill — Third Reading - 15 Jun 2011 at 19:00”.
7. ↑  “Bedroom tax: Lib Dem conference says no – as do 53% of party members”. Libdemvoice.org. 2013년 9월 17일. 2022년 8월 18일에 원본 문서에서 보존된 문서. 2014년 4월 14일에 확인함.
8. ↑  Brown, Carl (2014년 3월 28일). “Lib Dems propose to overhaul bedroom tax”. Inside Housing. 2019년 11월 6일에 확인함.
9. ↑  Patrick Wintour (2014년 4월 2일). “Lib Dem president will withdraw party's support for bedroom tax | Politics”. 《The Guardian》. 2014년 4월 14일에 확인함.
10. ↑  McSmith, Andy (2014년 9월 5일). “'Bedroom tax' to be abolished as the Coalition is rocked by Lib Dem-Labour alliance”. 《The Independent》. 2014년 9월 6일에 확인함.
11. ↑  “What do the general election manifestos say about benefits? Labour, Lib Dem and Conservative policies in 2017 compared”. 《Daily Mirror》. 2017년 6월 8일. 2018년 8월 30일에 확인함.
12. ↑  “Archived copy” (PDF). 2015년 4월 26일에 원본 문서 (PDF)에서 보존된 문서. 2015년 6월 20일에 확인함.
13. ↑  Liam Kelly (2013년 9월 20일). “Drop bedroom tax now, says Byrne”. 《The Guardian》. 2014년 4월 14일에 확인함.
14. ↑  “Manifesto watch: Where parties stand on key issues”. 《BBC News》. 2015년 2월 25일.
15. ↑  “Abolish the bedroom tax-where's Labours pledge?”. 《British National Party》. 2015년 4월 2일에 원본 문서에서 보존된 문서. 2015년 3월 8일에 확인함.
16. ↑  “Green Party - Green Party leader speaks out against bedroom tax as she visits Tameside homelessness project”. 《greenparty.org.uk》.
17. ↑  “BBC Democracy Live - 'Scrap Bedroom Tax' say Plaid Cymru”. 《BBC Democracy Live》. 2014년 5월 7일.
18. ↑  Nicholas Watt (2015년 3월 11일). “Democratic Unionist Westminster leader lays out demands for supporting government”. 《The Guardian》.
19. ↑  “SDLP vow to block hated bedroom tax”. 《Derry Journal》. 2013년 11월 19일.
20. ↑  “Cochrane calls on Executive to explore all options to avoid 'Bedroom Tax' (The Alliance Party of Northern Ireland)”. 《allianceparty.org》. 2015년 4월 2일에 원본 문서에서 보존된 문서. 2015년 3월 12일에 확인함.
21. 1 2  “Archived copy”. 2015년 4월 2일에 원본 문서에서 보존된 문서. 2015년 3월 12일에 확인함.
22. ↑  Dugan, Emily (2013년 8월 5일). “'Big lie' behind the bedroom tax: Families trapped with nowhere to move face penalty for having spare room”. 《The Independent》. 2014년 4월 14일에 확인함.
23. ↑  “'Bedroom tax' will cost taxpayers more”. 《Channel 4 News》. 2013년 2월 6일.
24. ↑  Rosen, Michael (2014년 1월 14일). “Bedroom tax plans are a levy on the grief of the poor | Michael Rosen”. 《the Guardian》 (영어). 2014년 4월 14일에 확인함.
25. ↑  Armstrong, Jeremy (2015년 3월 15일). “A mother's anguish: A 'killer' took my son and now the Bedroom Tax will take my home”. 《Daily Mirror》.
26. ↑  Butler, Patrick (2014년 3월 28일). “Bedroom tax has failed on every count | Society”. 《The Guardian》. 2014년 4월 14일에 확인함.
27. ↑  Shiv Malik (2013년 7월 30일). “Bedroom tax legal challenge dismissed by high court”. 2014년 4월 14일에 확인함.
28. ↑  Jamie Doward (2015년 1월 10일). “Disabled tenants to challenge bedroom tax in supreme court”. 《The Guardian》.
29. ↑  Julia Rampen (2015년 5월 27일). “Bedroom Tax: 40,000 parents 'could appeal' after one dad defeats it - how you could do it”. 《Mirror》.
30. ↑  “2016 UKUT 164 AAC”. Ministry of Justice. 2016년 4월 8일. 2016년 4월 11일에 확인함.
31. ↑  Weaver, Matthew (2019년 11월 13일). “UK government loses supreme court fight over bedroom tax”. 《The Guardian》. 2019년 11월 13일에 확인함.
32. ↑  “HUDOC - European Court of Human Rights”.
33. ↑  Gibbons, Stephen; Sanchez-Vidal, Maria; Silva, Olmo (2018년 12월 15일). “The bedroom tax”. 《Regional Science and Urban Economics》 (영어) 82: 103418. doi:10.1016/j.regsciurbeco.2018.12.002. ISSN 0166-0462.
34. ↑  “Testing DWP Assessment of Impact of SRS Size Criterion on HB Costs University of York.pdf” (PDF). riverside. 2014년 4월 13일에 원본 문서 (PDF)에서 보존된 문서. 2014년 4월 14일에 확인함.
35. ↑  “Archived copy”. 2015년 2월 4일에 원본 문서에서 보존된 문서. 2015년 9월 9일에 확인함.
36. ↑  Watts, Joseph (2014년 3월 28일). “'Failed' bedroom tax has only pushed 6% to move”. 《London Evening Standard》. 6면.
37. ↑  “Evaluation of Removal of the Spare Room Subsidy: Interim Report” (PDF). 2014년 7월 15일.
38. ↑  Nicholas Watt (2014년 7월 17일). “Nick Clegg defends bedroom tax policy shift”. 《The Guardian》.